# Marc Keller
Marc Keller (* 14. Januar 1968 in Colmar, Frankreich) ist ein ehemaliger französischer Fußballspieler.

## Karriere als Spieler

### Verein
Der aus dem südlichen Elsass stammende Keller gewann 1985 mit seinem Heimatverein SR Colmar die Elsässische U18-Meisterschaft und kam 1986 als 18-Jähriger zum damaligen französischen Zweitligisten FC Mülhausen. Mit Mulhouse gelang 1989 der Aufstieg in die Division 1, dem aber der sofortige Wiederabstieg folgte. 1991 wechselte Keller zum RC Straßburg, der zu diesem Zeitpunkt ebenfalls noch zweitklassig spielte. Nach dem Aufstieg 1992 spielte Keller vier Jahre mit Straßburg in der Division 1 und gehörte zu den Publikumslieblingen im Meinau-Stadion. Insgesamt absolvierte er 151 Spiele in der D1, in denen er 26 Tore erzielte.
Im Sommer 1996 wechselte er auf die andere Rheinseite zum Karlsruher SC in die Bundesliga. Dort erwies sich der gelernte Stürmer, der hauptsächlich auf der rechten Außenbahn eingesetzt wurde, als große Verstärkung und konnte sowohl in der Bundesliga (61 Einsätze, 13 Tore in zwei Spielzeiten) als auch im UEFA-Cup überzeugen.
Nach dem Abstieg des KSC 1998 absolvierte Keller noch einige Jahre in England, bis er 2001 seine aktive Laufbahn beendete. 

### Nationalmannschaft
Keller spielte insgesamt sechs Mal für die französische Nationalmannschaft. Sein Debüt gab er am 15. November 1995, als er beim 2:0-Sieg in der Qualifikation zur Fußball-Europameisterschaft 1996, gegen Israel, in der Nachspielzeit für Christian Karembeu, eingewechselt wurde. Bei ebenjenem Turnier war Keller jedoch abwesend. Nach knapp einem Jahr Abstinenz gab Keller am 9. November 1996 sein Comeback in der Nationalelf. Bei der 0:1-Niederlage in Kopenhagen, gegen Dänemark, wurde Keller in der 80. Minute für Zinédine Zidane eingewechselt. Am 3. Juni 1997 machte Keller sein erstes Tor für die Landesauswahl der Franzosen. Im Freundschaftsspiel in Lyon, gegen Brasilien, wurde er zu Beginn der zweiten Halbzeit für Robert Pires eingewechselt und machte in der 60. Minute den Treffer zum 1:1-Endstand. Sein letztes Länderspiel machte Keller am 25. März 1998, als er bei der 0:1-Niederlage in Moskau, gegen Russland, in der 63. Minute für Christian Karembeu eingewechselt wurde.

## Karriere als Funktionär
Nach Beendigung seiner aktiven Laufbahn war er als Manager beim RC Straßburg sowie ab 2006 als Sportdirektor bei AS Monaco tätig. Heute ist er Präsident des Vereins Racing Straßburg.